# Шуварово
Шува́рово (рос. Шуварово, марій. Шуаръял) — присілок у складі Марі-Турецького району Марій Ел, Росія. Входить до складу Косолаповського сільського поселення.

## Населення
Населення — 16 осіб (2010; 50 у 2002).
Національний склад (станом на 2002 рік):
- марійці — 90 %